# Jan Friedberg
Jan Stanisław Friedberg (ur. 27 maja 1945) – polski samorządowiec, inżynier transportu, nauczyciel akademicki i urzędnik państwowy, w latach 1991–1997 wiceprezydent Krakowa, w latach 2000–2001 podsekretarz stanu w Ministerstwie Transportu i Gospodarki Morskiej.

## Życiorys
Ukończył studia na Wydziale Budownictwa Lądowego Politechniki Krakowskiej (1969), a także studia podyplomowe z urbanistyki i inżynierii ruchu na tej uczelni (1972). Został członkiem Stowarzyszenia Inżynierów i Techników Komunikacji RP, Towarzystwa Urbanistów Polskich, Stowarzyszenia dla Transportu Europejskiego oraz Association for European Transport. Był wykładowcą na studiach podyplomowych z zarządzania projektami i środkami unijnymi na Uniwersytecie Łódzkim, Uniwersytecie Kardynała Stefana Wyszyńskiego i Uniwersytecie Warmińsko-Mazurskim.
Pełnił funkcję wiceprezydenta Krakowa od 1991 do 1997, został odwołany przez radę miasta. Następnie przeszedł na stanowisko pełnomocnika prezydenta Józefa Lasotty ds. inwestycji strategicznych (zlikwidowane w listopadzie 1998 po zmianie władz miasta). Przeszedł później do Ministerstwa Transportu i Gospodarki Morskiej, gdzie został dyrektorem Departamentu Polityki Transportowej. Opracowywał m.in. studia uwarunkowań transportowych dla Warszawy i Krakowa, a także projekty transportu miejskiego dla Krakowa i Gdańska.
3 kwietnia 2000 awansowany na stanowisko podsekretarza stanu w tym resorcie, pozostał na nim do końca kadencji rządu Jerzego Buzka w 2001. Rozpoczął później prowadzenie własnej działalności gospodarczej w branży projektowania dróg i działał jako ekspert ds. transportu i komunikacji zbiorowej. Został dyrektorem w Zespole Projektów Infrastrukturalnych Ernst & Young.
W 2015 odznaczony Krzyżem Kawalerskim Orderu Odrodzenia Polski za wybitne osiągnięcia w pracy samorządowej.

## Życie prywatne
Jest żonaty, mieszka w Krakowie.